# Kolluvisol
Kolluvisole sind Böden aus durch Abschwemmung verlagertem, humosem Bodenmaterial. In der Bodenkunde werden sie jedoch vor allem als anthropogene Böden angesprochen, bei denen die Umlagerung von humosem Bodenmaterial durch Bodenbearbeitung beim Ackerbau geschieht.

## Entstehung
Grundsätzlich bilden sich Kolluvisole in Kolluvium, das durch Abschwemmung weiter oben liegenden Geländes entstanden ist. Die Akkumulation des von Wasser und teilweise Wind abgetragenen Bodenmaterials erfolgt an Hangfüßen, in Senken und kleinen Tälern oder an Böschungen und Hangkanten. Dies verursacht einen stetigen Verlust des humosen Oberbodens, der in tieferen Geländelagen deponiert wird und das Ausgangsmaterial für die Entwicklung des Kolluvisol-Bodentyps bildet.
Kolluvisole sind darüber hinaus ein typisches Merkmal intensiv landwirtschaftlich genutzter Landschaften, z. B. der Uckermark, und können hier durch anthropogene Umlagerung (Pflügen) sehr rasch entstehen. In dieser Form haben sie einen großen Anteil an der Kulturlandschaft nicht nur in Europa.

## Bodenprofil
Die Kolluvisol-Böden bestehen weitgehend aus lehmigen Abschwemmmassen und umgelagerten Bodensedimenten und können eine Mächtigkeit von mehreren Metern erreichen. In ihren Eigenschaften ähneln sie denen ihrer Ausgangsmaterialien.
Das typische Bodenprofil eines natürlich entstandenen Kolluvisols besteht aus den Bodenhorizonten A – M – C. Unter einem humosen Oberboden (A) befindet sich als Kennzeichen eines Kolluvisols ein M-Horizont (Bodenhorizont aus umgelagertem, meist humosem Bodenmaterial), welcher zusammen mit dem A-Horizont eine Mächtigkeit von mindestens 40 cm aufweisen muss. Je nach Ausgangsmaterial kann dieser unterschiedlich aufgebaut sein. Unter dem Umlagerungshorizont können ältere Bodenprofile erhalten sein oder der Übergang in das unverwitterte Gestein (C) stattfinden. Der C-Horizont kann sich aufgrund der Transportprozesse stark von dem auflagernden Bodenprofil unterscheiden, er ist in diesem Fall nicht das Ausgangsgestein des auflagernden Bodens.
In landwirtschaftlich genutzten Gebieten ist der Oberboden meist ein Ackerhorizont (Ap, durch Bearbeitung homogenisiert, oder E, mit Kompost oder Plaggen angereichert), der aus einer beim Pflügen entstandenen Mischung des humosen Oberbodens mit dem darunter anstehenden Material besteht. Eingeordnet wird der Kolluvisol in Deutschland wie der Plaggenesch, der Hortisol oder der Rigosol in die Gruppe der terrestrischen Kultosole.
In der internationalen Bodenklassifikation World Reference Base for Soil Resources (WRB) wird der Kolluvisol durch den Qualifier Colluvic ausgedrückt. Die Kolluvisole gehören dann je nach ihren weiteren Eigenschaften zu verschiedenen Referenzbodengruppen. Häufig sind Regosol, Cambisol, Phaeozem und Umbrisol.
Vor allem in Norddeutschland ist in tieferen Bereichen oft ein Staunässe-Horizont (S) ausgebildet. Solche Prozesse der Vernässung durch Grund- oder Stauwasser (Vergleyung und Pseudogley) oder Vermoorung tragen dort zur Differenzierung und Vielfalt der Kolluvisole bei.

## Eigenschaften
Bei ausreichendem Humusgehalt besitzen Kolluvisole ein gutes Wasserrückhaltungsvermögen, können Nährstoffe gut speichern und dienen als Puffer für Stofftransporte, da sie die Eigenschaften eines Zwischenspeichers haben. In landwirtschaftlichen Regionen bieten sie darüber hinaus Aufschlüsse über die Kultur- und Landschaftsgeschichte.
Gefährdet sind Kolluvisole durch Vernässung und Krustenbildung, die zur Beeinträchtigung und zum Verlust ihrer positiven Eigenschaften führen können. Darüber hinaus sind sie in landwirtschaftlichen Regionen durch den Eintrag von Dünge- und Pflanzenschutzmitteln gefährdet.